# ساکی استوایی
ساکی استوایی (نام علمی: Pithecia aequatorialis) نام یک گونه از تیره لخت‌صورتان است.